# Grand Larousse de la langue française
Der Grand Larousse de la langue française (abgekürzt: GLLF) ist ein bedeutendes Wörterbuch der französischen Sprachgeschichte. Es wurde von 1971 bis 1978 von Louis Guilbert, René Lagane und Georges Niobey in sieben Bänden erstellt.

## Entstehung und Besonderheiten
Angespornt durch das Erscheinen des Grand Robert (1953–1964) war der damals größte französische Wörterbuchverlag Larousse es seinem Ruf schuldig, ebenfalls ein mehrbändiges Sprachwörterbuch auf den Markt zu bringen. Das Projekt wurde unter der Leitung des Linguisten und Wortbildungsfachmanns Louis Guilbert und zweier bewährter Lexikografen des Hauses Larousse realisiert. Das Wörterbuch erschien in den 1970er Jahren auf 6528 Seiten in sieben Bänden. Der Vorspann des ersten Bandes enthält (wie einstmals der Dictionnaire général de la langue française) eine Wortbildungslehre (S. IX–LXXXI) aus der Feder von Guilbert. Im Wörterbuch findet man (jeweils an der alphabetischen Stelle) 168 sprachwissenschaftliche Abhandlungen (Autor: Henri Bonnard), die insgesamt ein stattliches Lexikon der französischen Sprachwissenschaft ergeben.

## Struktur und Schicksal
Das Wörterbuch beschreibt den Wortschatz seiner Zeit und belegt ihn bis zurück ins 17. Jahrhundert. Die professionell erstellten Artikel sind reich an Definitionen und gehen grundsätzlich von der Gegenwart aus. Zitate und Beispiele werden relativ sparsam eingesetzt. Deshalb konnte das Preis-Leistungs-Verhältnis für den normalen gebildeten Käufer nicht mit dem Grand Robert mithalten. Der kommerzielle Erfolg war so mäßig, dass Larousse das Wörterbuch vom Markt nahm und 1989 dem kostenlosen Zugriff im Internet (mittels Gallica) überließ.

## Auflagen
- Louis Guilbert, René Lagane und Georges Niobey (Hrsg.): Grand Larousse de la langue française en sept volumes. Avec le concours de Henri Bonnard et Alain Lerond. 7 Bde. Larousse, Paris 1971–1978.
  - Band 1: A–Cip, 1971
  - Band 2: Cir–Ery, 1972
  - Band 3: Es–Inc, 1973
  - Band 4: Ind–Ny, 1975
  - Band 5: O–Psy, 1976
  - Band 6: Pso–Sur, 1977
  - Band 7: Sus–Z, 1978